# Поптрайков, Лазар

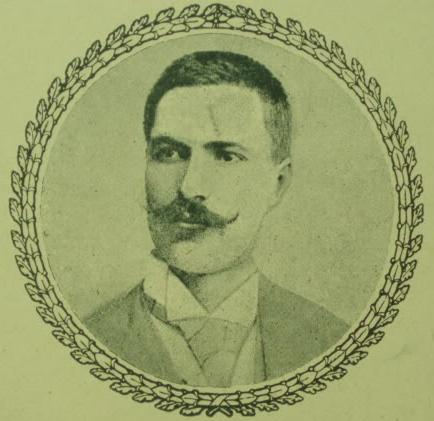
Лазар Поптрайков

Лазар Поптрайков (болг. Лазар Поптрайков; макед. Лазар Поп-Трајков), 10 апреля 1878, Дымбени — октябрь 1903, Руля) — болгарский революционер (комитаджи) и поэт. Он был одним из лидеров Внутренней македонской революционной организации (ВМРО) в регионе Кастория (Костур) в период Илинденского восстания. Хотя он идентифицировал себя как болгарин, согласно историографии Северной Македонии, он был этническим македонцем.

## Биография

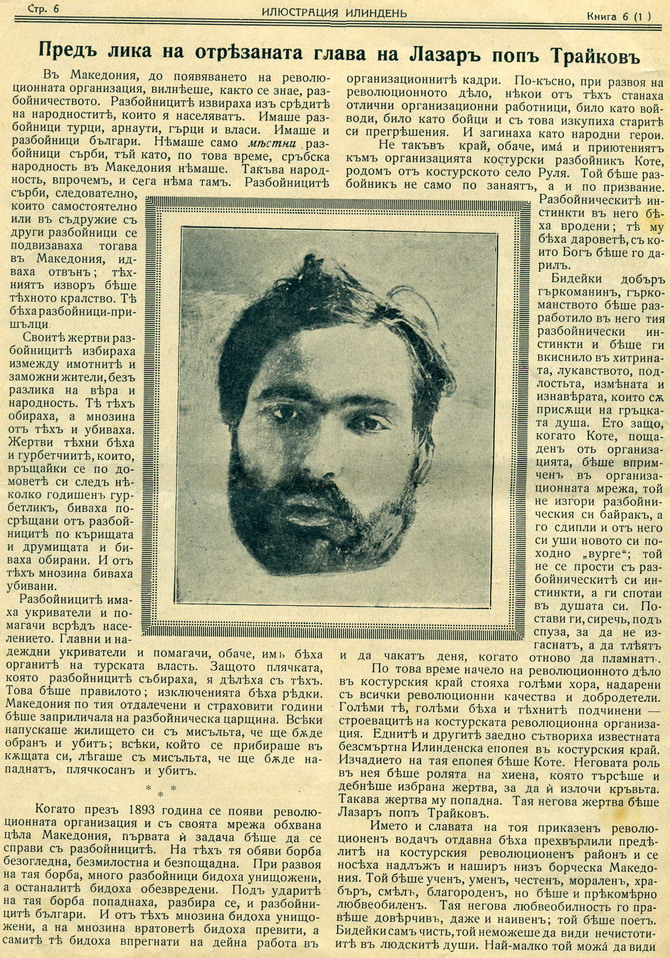
Изображение отсечённой головы Поптрайкова на странице «Иллюстрации Илинден»

Лазар Поптрайков родился в Дымбени (нынешний Дендрохори, Греция), входивший тогда в состав Османской империи, 10 апреля 1878 года. Он учился в местной сельской школе, прежде чем перевёлся в болгарскую среднюю школу в Костуре. Впоследствии Поптрайков продолжил своё образование в болгарской классической средней школе Битолы, а затем в болгарской мужской средней школе Салоник. В Салониках одним из его преподавателей был Пере Тошев. Поптрейков присоединился к ВМРО ещё в 1895 году, будучи вдохновлённый идеями Дамяна Груева. Он окончил Солунскую болгарскую мужскую гимназию в Салониках в 1898 году, хотя начал разъезжать по региону Кастория, пропагандируя деятельность ВМРО ещё двумя годами ранее, в 1896 году.
Поптрайков был одним из основателей отделения ВМРО в Кастории. 21 июня 1903 года он написал поэму под названием «Локвата и Виняри» (болг. Локвата и Виняри), посвящённое битве при Локвате между болгарскими и османскими войсками в Дендрохори во время Илинденского восстания. Это произведение оказало большое влияние на национальную самоидентификацию жителей Дендрохори, чья преданность Болгарии возросла в последующие годы. Поптрайков был арестован османскими властями и заключён в тюрьму в Корче вместе с другими революционерами: Манолом Розовым, Маслиной Грынчаровой и Павлом Христовым. Поптрайков погиб в самом начале борьбы за Македонию, когда был убит Константиносом Христу, действовавшим по приказу Германа (Каравангелиса), епископа Кастории. Для последнего Поптрайков считался злейшим врагом эллинизма, который привлекал крестьян на сторону болгарской национальной идеи. Христу, который переходил от болгар на сторону греков и наоборот несколько раз, был принят обратно в ВМРО по настоянию Поптрайкова. Однако после того, как Поптрайков был ранен и укрылся у Христу, тот воспользовался возможностью убить его и отправить его голову Каравангелису, который сфотографировал её на своём столе.